# کوه همیگویتان
کوه همیگویتان کوهی است که در استان داوائو شرقی، فیلیپین واقع شده و ارتفاع آن ۱٬۶۲۰ متر (۵٬۳۱۵ فوت) است. این کوه و مناطق اطراف آن یکی از متنوع‌ترین زیستگاه‌های حیات وحش فیلیپین را شامل می‌شود. موجودات زنده متعددی از جمله عقاب فیلیپینی و چندین گونه از گیاه پارچ مانند پارچ  سپردار و نیپنتیز میکرامفورا بومی این ناحیه هستند. این کوه دارای یک منطقه جنگلی حفاظت شده با مساحت تقریباً ۲۰۰۰ هکتار است. این جنگل به دلیل وجود درختان بسیار کهن و بافت خاک منحصر به فرد بسیار مورد توجه قرار گرفته‌است.
دامنه کوه هامیگویتان، با مساحت ۶٬۸۳۴ هکتار (۶۸٫۳۴ کیلومتر مربع)، در سال ۲۰۰۳ به عنوان پارک ملی و پناهگاه حیات وحش ثبت شد. در سال ۲۰۱۴، این پارک در فهرست میراث جهانی یونسکو ثبت گردید و به عنوان اولین میراث جهانی در میندانائو و ششمین در فیلیپین شناخته گردید.

## جغرافیا
کوه همیگویتان در استان داوائو شرقی در جنوب شرقی جزیره میندانائو فیلیپین واقع شده‌است. این منطقه در محدوده سیاسی ماتی، سن ایسیدرو و فرماندار جنروسو است.

## گیاهان و جانوران

### گیاهان
بررسی‌ها نشان داده‌است که جنگل کوهستانی آن با ۴۶۲ گونه بیشترین غنای گونه گیاهی را دارد. پس از آن جنگل دوبال‌میوگان با ۳۳۸ گونه، جنگل خزه ای با ۲۴۶ گونه و مزارع با ۲۴۶ گونه قرار دارد. این کوه همچنین ۴۵ گونه گل ارکیده را در دامان خود جای داده که ۲۳ گونه آنها بومی فیلیپین است. برخی از گیاهان که معمولاً در کوه همیگویتان یافت می‌شوند شامل موارد زیر است:

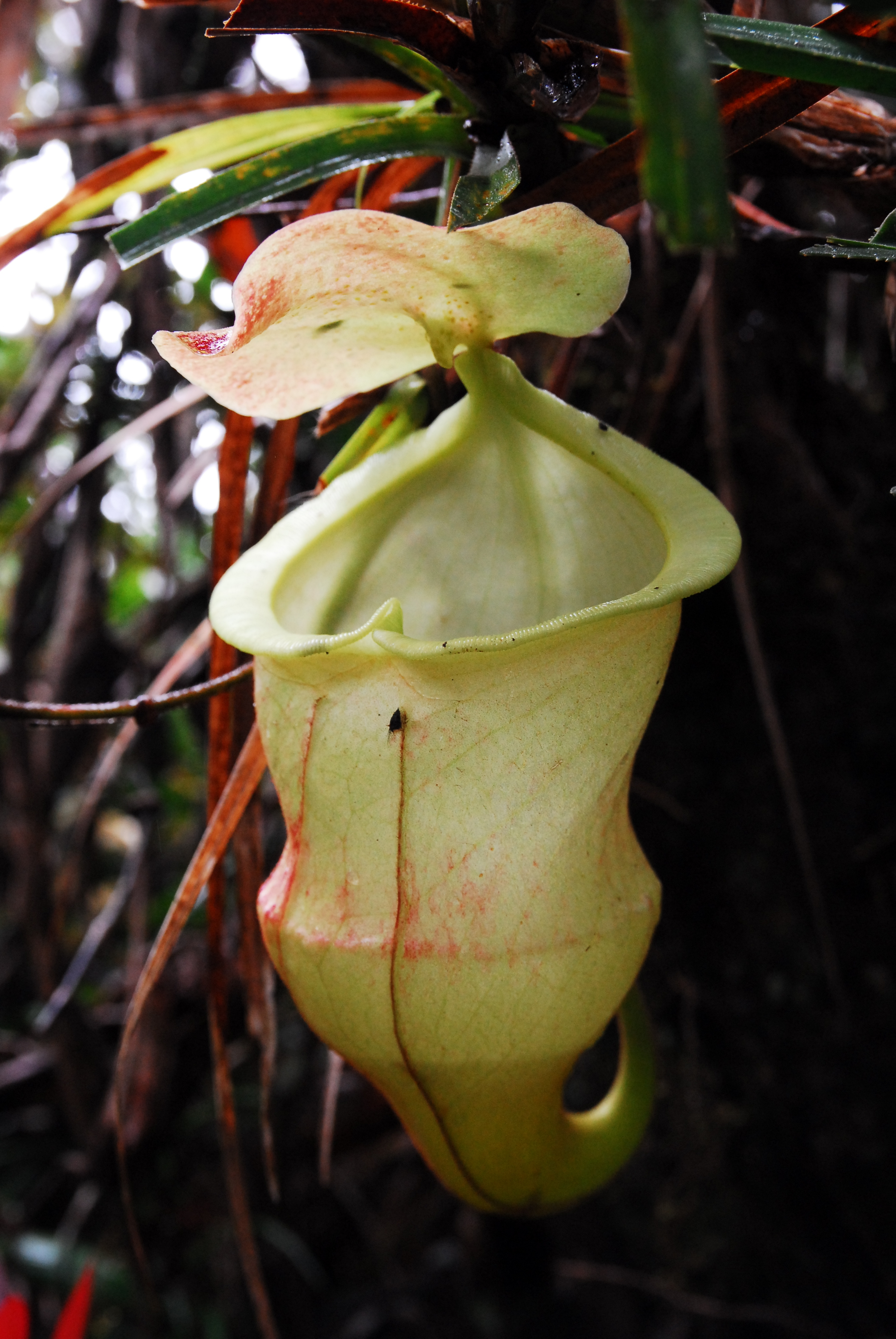
یک گیاه پارچ در جنگل

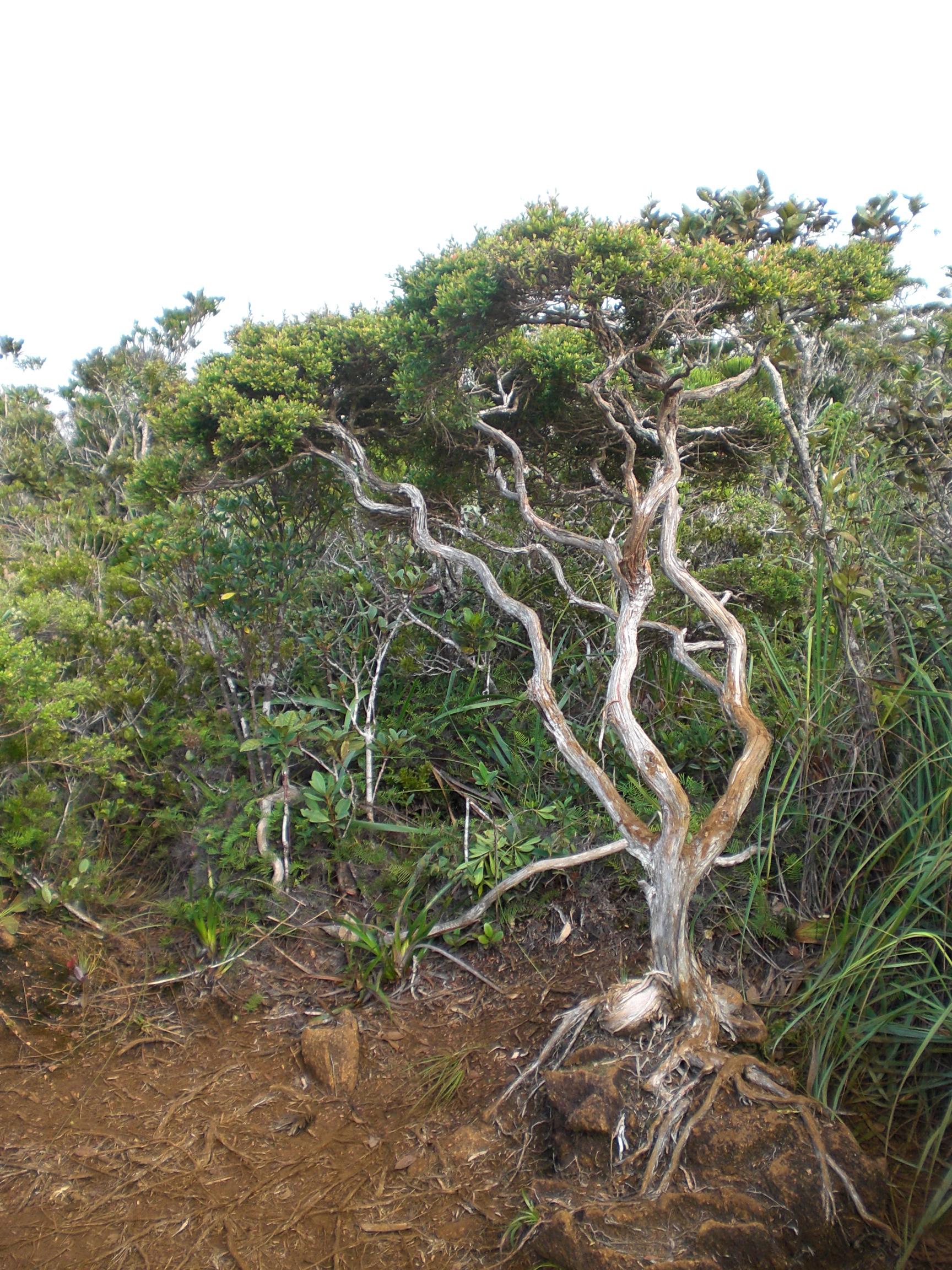
درختی که در جنگل کوچک کوه مونت‌هامیگویتان در حال رشد است

### جانوران
اتحادیه بین‌المللی حفاظت از طبیعت (IUCN) در فهرست قرمز خود حداقل ۱۱ مورد از موجودات زنده این ناحیه را ثبت کرده‌است. شورای کشاورزی، جنگلداری و منابع طبیعی و توسعه فیلیپین (PCARRD) گزارش داد که در این کوه پنج گونه در معرض خطر، ۲۷ گونه نادر، ۴۴ گونه بومی و ۵۹ گونه مهم از لحاظ اقتصادی سکونت دارند.

## ثبت
در سال ۲۰۰۴، کوه همیگویتان به ابتکار سناتور لورن لگاردا به عنوان پناهگاه ملی حیات وحش و گونه‌های جانوری ثبت گردید.
در ژوئن ۲۰۱۴، پناهگاه حیات وحش همیگویتان در فهرست میراث جهانی یونسکو ثبت گردید.